# Pierre Richard (homme politique)
Pour les articles homonymes, voir Richard et Pierre Richard (homonymie).
Pierre Richard, né le 18 avril 1864 au Mans (Sarthe) et mort le 14 septembre 1911 à Francfort (Allemagne), est un diplomate et  homme politique français.
Secrétaire général de la Ligue des patriotes, il adhère au mouvement boulangiste avant de venir siéger à l'Assemblée au sein du Groupe parlementaire nationaliste.

## Biographie
Archiviste au ministère de la Guerre en 1886, puis chef du secrétariat au ministère de l'Agriculture en 1887, il démissionne de l'administration pour devenir secrétaire général de la Ligue des patriotes. Il est député de la Seine de 1889 à 1903, siégeant un temps avec les socialistes parlementaires, puis comme non-inscrit. Il est secrétaire de la Chambre en 1895. Il démissionne en 1903 pour entrer dans la diplomatie, comme consul de France à la Nouvelle-Orléans, à Odessa, Fiume, Moscou et Francfort où il meurt en 1911.

## Sources
- « Pierre Richard (homme politique) », dans le Dictionnaire des parlementaires français (1889-1940), sous la direction de Jean Jolly, PUF, 1960 [détail de l’édition]